# Großer Preis von Spanien 1954
Der Große Preis von Spanien 1954 (offiziell XII Gran Premio de España) fand am 24. Oktober auf dem Circuit de Pedralbes in Barcelona statt und war das neunte und letzte Rennen der Automobil-Weltmeisterschaft 1954.

## Bericht

### Hintergrund
Der Große Preis von Spanien fand 1954 zum zweiten Mal in der Formel-1-Geschichte nach zwei Jahren Pause wieder statt. Beim Großen Preis von Spanien 1951 gewann Juan Manuel Fangio seine erste Fahrerweltmeisterschaft. 1955 war ein weiterer Grand Prix auf dem Circuit de Pedralbes geplant, wurde aber infolge der Katastrophe von Le Mans 1955 abgesagt. Anschließend gab es nie wieder ein Formel-1-Rennen auf dieser Rennstrecke. Der nächste Große Preis von Spanien wurde erst wieder 1967 ausgetragen, nun auf dem Circuito del Jarama.
Beim Saisonfinale 1954 waren der Weltmeistertitel für Fangio und die Vizeweltmeisterschaft für seinen argentinischen Landsmann José Froilán González bereits entschieden. Lediglich Platz drei in der Fahrerwertung war noch offen zwischen dem Briten Mike Hawthorn und dem Franzosen Maurice Trintignant.
Fangio gewann in dieser Saison bereits sechs der vorherigen acht Rennen und ging somit als Favorit an den Start. In den vorausgegangenen Rennen zeigte sich die Dominanz des Mercedes-Teams, das einen Großteil der Rennen gewann, Ferrari und Maserati hielten jedoch in den vorangegangenen Rennen gut mit Mercedes mit, entschieden aber mangels Zuverlässigkeit und fehlender Höchstgeschwindigkeit ihrer Wagen keines für sich.

Der Grand Prix von Spanien brachte das lang erwartete Debüt von Lancia in der Formel 1. Der Lancia D50 unterschied sich von den anderen Formel-1-Wagen durch eine eher schlichte Form und die auffälligen Seitenkästen. 

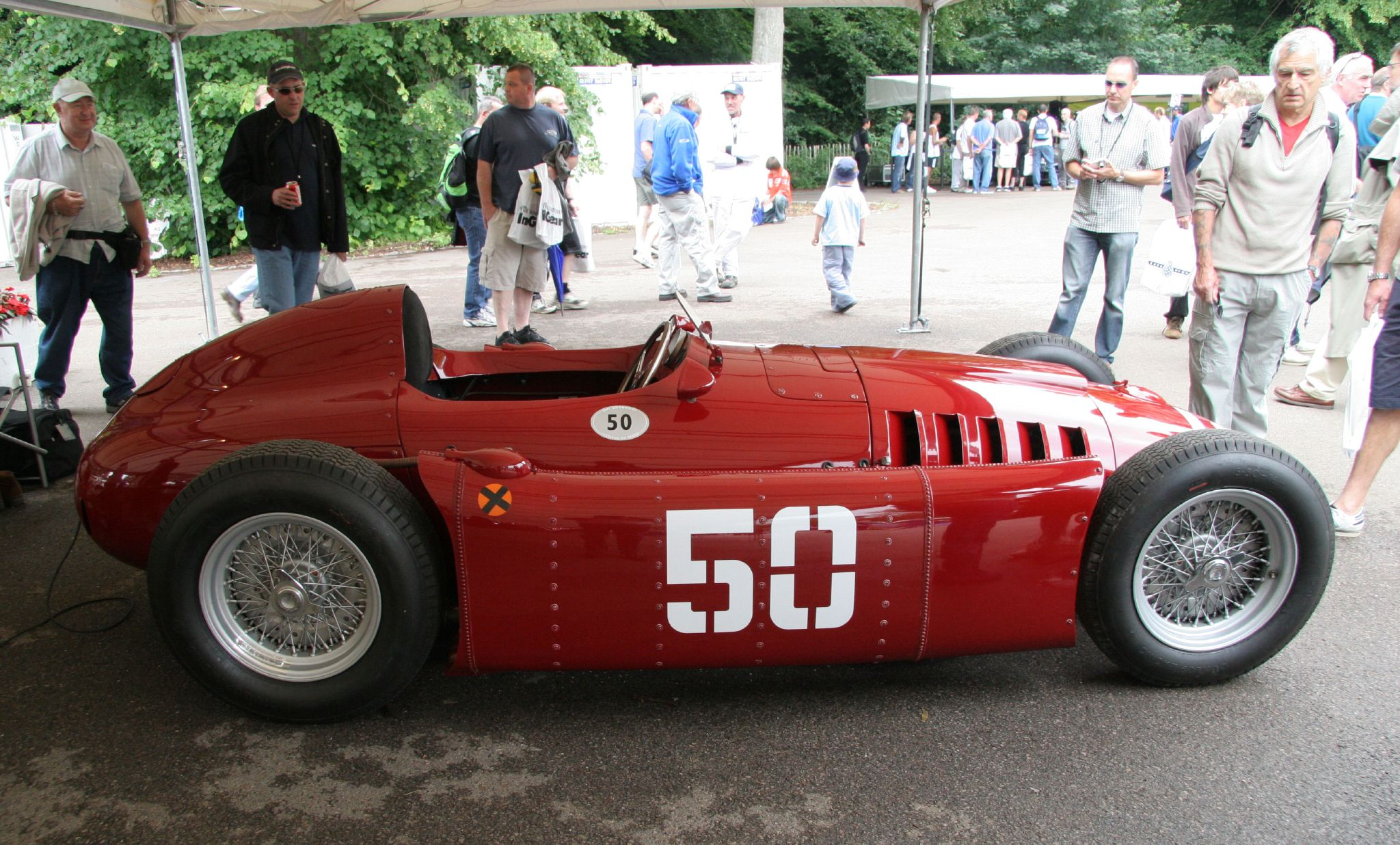
Lancia D50

Sie dienten als Treibstofftanks sowie als aerodynamisches Hilfsmittel zur konstanten Ableitung von Luft zwischen den Reifen. Lancia war das erste Team, das die Seitenkästen als aerodynamisches Hilfsmittel derart nutzte und war den Mercedes in dieser Hinsicht voraus. Der V8-Motor des Lancia D50 war im Vergleich zur Konkurrenz als tragendes Teil der Gesamtkonstruktion in den Wagen eingebaut, was dem Auto zusätzliche Stabilität verlieh. Für das Team fuhren der ehemalige Weltmeister Alberto Ascari und sein italienischer Landsmann Luigi Villoresi.
Maserati ging mit fünf Fahrzeugen an den Start, Ferrari und Gordini nur noch mit jeweils zwei Wagen, Ferrari setzte keinen Wagen für González ein. Des Weiteren nahmen viele private Teams und Fahrer mit privaten Wagen am Rennen teil. Der Schweizer Ottorino Volonterio fuhr sein erstes Formel-1-Rennen, Prinz Bira und Jacques Swaters beendeten nach dem Rennen ihre Formel-1-Karrieren. Der Große Preis von Spanien 1954 war bis zum Großen Preis von Australien 2019 das letzte Rennen, an dem ein Fahrer aus Thailand (Alexander Albon) teilnahm.

### Training
Das Training zum Großen Preis von Spanien 1954 wurde vom neuen Lancia-Team dominiert. Ascari fuhr im Lancia D50 mit 2:18,1 Minuten die schnellste Runde und war damit eine Sekunde schneller als der zweitplatzierte Fangio im Mercedes. Die ersten beiden Positionen der Startaufstellung hatten somit die beiden zweimaligen Weltmeister dieser Zeit inne, was ein spannendes Rennen versprach. Platz drei ging an Hawthorn im Ferrari, Platz vier an Harry Schell im privaten Maserati. Schell war der einzige Fahrer mit einem privaten Wagen, der eine gute Startposition erzielte. Alle anderen Startplätze waren von der Pole-Position bis Platz 13 von den vier Spitzenteams Lancia, Mercedes, Ferrari und Maserati belegt. Gordini enttäuschte mit Startplatz 16 von Jacques Pollet erneut. Peter Collins im Vanwall verunfallte im Training und konnte nicht am Rennen teilnehmen.

### Rennen
Beim Start kamen Schell und Trintignant am besten weg und gewannen mehrere Positionen. Schell erkämpfte sich die Führung vor Hawthorn, Ascari und Trintignant und führte das erste Mal in seiner Karriere ein Rennen an. Allerdings begann er das Rennen mit nur halb gefüllten Tanks. Bereits nach einer Runde schied mit Villoresi der erste Lancia wegen Bremsproblemen aus, während Ascari im zweiten Lancia die Führung zurückeroberte. Er führte daraufhin überlegen das Feld an, schied aber bereits in Runde neun mit Kupplungsschaden aus. Schell führte nun wieder vor den beiden Ferrari-Piloten Trintignant und Hawthorn. Der Druck durch die beiden schnelleren Verfolger zwang Schell wenige Runden später in einen Fahrfehler. Schell fuhr weiter, fiel aber bis Platz vier hinter Fangio zurück. Trintignant hatte nun, ebenfalls erstmals in seiner Karriere, die Führung inne, schied allerdings nur kurze Zeit später infolge technischer Schwierigkeiten aus. Das gleiche Schicksal erlitten in dieser Phase des Rennens Stirling Moss und beide Gordini-Fahrer. Das Rennen verzeichnete eine hohe Ausfallquote, von 21 gestarteten Wagen erreichten nur 9 das Ziel. Wie in den Rennen zuvor fiel mehr als die Hälfte der Fahrer aus, und die Zuverlässigkeit war das Schlüsselkriterium bei der Entscheidung um die ersten Plätze. Eine der Ursachen für die hohe Ausfallquote waren umherfliegende Zeitungen, die die Lufteinlässe vieler Wagen verstopften.
In den letzten Rennrunden duellierten sich Hawthorn und Fangio um den Sieg. Fangio musste aber wegen ins Cockpit eindringenden Öls langsamer fahren und fiel zurück. Hawthorn siegte anschließend ungefährdet, gewann sein zweites von drei Rennen und sicherte sich den dritten Platz in der Fahrerwertung. Er verlängerte seinen Ferrari-Vertrag nach dem Rennen aber nicht und zog sich vorübergehend aus der Formel 1 zurück. Später kehrte er zurück und gewann 1958 mit Ferrari die Weltmeisterschaft.
Fangio hatte in der Schlussphase indessen mit Überhitzungsproblemen durch den Ölverlust zu kämpfen und wurde gegen Rennende noch von dem Maserati-Fahrer Luigi Musso überholt, der damit die ersten Punkte seiner Karriere holte und seine erste Podiumsplatzierung erreichte. Für Fangio war der Große Preis von Spanien 1954 das einzige Rennen seiner erfolgreichen Karriere, bei dem er auf Platz drei ins Ziel kam. Ascari fuhr die schnellste Rennrunde. Insgesamt war das Lancia-Debüt jedoch enttäuschend, da trotz überlegener Pole-Position und schnellster Rennrunde beide Fahrer relativ schnell mit Defekten ausfielen.
Die Saison endete mit einem Weltmeister Fangio, der die meisten Saisonrennen gewann, dessen Mercedes über die Saison hinweg dominierte, jedoch bei einigen Rennen von Ferrari geschlagen wurde. Fangio ist der einzige Formel-1-Weltmeister, der in einem Jahr für zwei Teams fuhr und dabei den Weltmeistertitel gewann.

## Meldeliste
| Team                     | Nr. | Fahrer                  | Chassis                               | Motor                | Reifen |
| ------------------------ | --- | ----------------------- | ------------------------------------- | -------------------- | ------ |
| Daimler-Benz AG          | 02  | Juan Manuel Fangio      | Mercedes-Benz W 196                   | Mercedes-Benz 2.5 L8 | C      |
| Daimler-Benz AG          | 04  | Karl Kling              | Mercedes-Benz W 196                   | Mercedes-Benz 2.5 L8 | C      |
| Daimler-Benz AG          | 06  | Hans Herrmann           | Mercedes-Benz W 196                   | Mercedes-Benz 2.5 L8 | C      |
| Maserati                 | 08  | Stirling Moss           | Maserati 250F                         | Maserati 2.5 L6      | P      |
| Maserati                 | 10  | Roberto Mieres          | Maserati 250F                         | Maserati 2.5 L6      | P      |
| Maserati                 | 12  | Sergio Mantovani        | Maserati 250F                         | Maserati 2.5 L6      | P      |
| Maserati                 | 14  | Luigi Musso             | Maserati 250F                         | Maserati 2.5 L6      | P      |
| Maserati                 | 16  | Chico Godia             | Maserati 250F                         | Maserati 2.5 L6      | P      |
| B. Bira                  | 18  | Prinz Bira              | Maserati 250F                         | Maserati 2.5 L6      | P      |
| Ecurie Rosier            | 20  | Robert Manzon           | Ferrari 625F1                         | Ferrari 2.5 L4       | P      |
| Ecurie Rosier            | 26  | Louis Rosier            | Maserati 250F                         | Maserati 2.5 L6      | P      |
| Emmanuel de Graffenried  | 22  | Emmanuel de Graffenried | Maserati A6GCM/Maserati 250F          | Maserati 2.5 L6      | P      |
| Emmanuel de Graffenried  | 22  | Ottorino Volonterio     | Maserati A6GCM/Maserati 250F          | Maserati 2.5 L6      | P      |
| Harry Schell             | 24  | Harry Schell            | Maserati 250F                         | Maserati 2.5 L6      | P      |
| Owen Racing Organisation | 28  | Ken Wharton             | Maserati 250F                         | Maserati 2.5 L6      | D      |
| Ecurie Francorchamps     | 30  | Jacques Swaters         | Ferrari 500/Ferrari 625F1             | Ferrari 2.5 L4       | E      |
| Scuderia Lancia          | 34  | Alberto Ascari          | Lancia D50                            | Lancia 2.5 V8        | P      |
| Scuderia Lancia          | 36  | Luigi Villoresi         | Lancia D50                            | Lancia 2.5 V8        | P      |
| Scuderia Ferrari         | 38  | Mike Hawthorn           | Ferrari 553 Squalo                    | Ferrari 2.5 L4       | P      |
| Scuderia Ferrari         | 40  | Maurice Trintignant     | Ferrari 625F1/Ferrari 555 Supersqualo | Ferrari 2.5 L4       | P      |
| Vandervell Products Ltd  | 42  | Peter Collins           | Vanwall Special                       | Vanwall 2.4 L4       | P      |
| Equipe Gordini           | 46  | Jean Behra              | Gordini Type 16                       | Gordini 2.5 L6       | E      |
| Equipe Gordini           | 48  | Jacques Pollet          | Gordini Type 16                       | Gordini 2.5 L6       | E      |

Anmerkungen
1. 1 2  de Graffenried fuhr den Maserati mit der Nummer 22 bis zur 30. Runden des Rennens. In dieser übernahm Volonterio das Cockpit.

## Klassifikationen

### Startaufstellung
| Pos. | Fahrer                  | Konstrukteur | Zeit   | Start |
| ---- | ----------------------- | ------------ | ------ | ----- |
| 01   | Alberto Ascari          | Lancia       | 2:18,1 | 01    |
| 02   | Juan Manuel Fangio      | Mercedes     | 2:19,1 | 02    |
| 03   | Mike Hawthorn           | Ferrari      | 2:20,6 | 03    |
| 04   | Harry Schell            | Maserati     | 2:20,6 | 04    |
| 05   | Luigi Villoresi         | Lancia       | 2:21,0 | 05    |
| 06   | Stirling Moss           | Maserati     | 2:21,2 | 06    |
| 07   | Luigi Musso             | Maserati     | 2:21,5 | 07    |
| 08   | Maurice Trintignant     | Ferrari      | 2:01,4 | 08    |
| 09   | Hans Herrmann           | Mercedes     | 2:21,9 | 09    |
| 10   | Sergio Mantovani        | Maserati     | 2:22,0 | 10    |
| 11   | Roberto Mieres          | Maserati     | 2:22,3 | 11    |
| 12   | Karl Kling              | Mercedes     | 2:23,4 | 12    |
| 13   | Chico Godia             | Maserati     | 2:24,2 | 13    |
| 14   | Ken Wharton             | Maserati     | 2:25,7 | 14    |
| 15   | Prinz Bira              | Maserati     | 2:26,1 | 15    |
| 16   | Jacques Pollet          | Gordini      | 2:27,4 | 16    |
| 17   | Robert Manzon           | Ferrari      | 2:27,5 | 17    |
| 18   | Jean Behra              | Gordini      | 2:27,8 | 18    |
| 19   | Jacques Swaters         | Ferrari      | 2:28,0 | 19    |
| 20   | Louis Rosier            | Maserati     | 2:29,8 | 20    |
| 21   | Emmanuel de Graffenried | Maserati     | 2:29,8 | 21    |

### Rennen
| Pos. | Fahrer                                      | Konstrukteur | Runden | Stopps | Zeit        | Start | Schnellste Runde |
| ---- | ------------------------------------------- | ------------ | ------ | ------ | ----------- | ----- | ---------------- |
| 01   | Mike Hawthorn                               | Ferrari      | 80     |        | 3:13:52,1   | 03    |                  |
| 02   | Luigi Musso                                 | Maserati     | 80     |        | + 1:13,2    | 07    |                  |
| 03   | Juan Manuel Fangio                          | Mercedes     | 79     |        | + 1 Runde   | 02    |                  |
| 04   | Roberto Mieres                              | Maserati     | 79     |        | + 1 Runde   | 11    |                  |
| 05   | Karl Kling                                  | Mercedes     | 79     |        | + 1 Runde   | 12    |                  |
| 06   | Chico Godia                                 | Maserati     | 76     |        | + 4 Runden  | 13    |                  |
| 07   | Louis Rosier                                | Maserati     | 74     |        | + 6 Runden  | 20    |                  |
| 08   | Ken Wharton                                 | Maserati     | 74     |        | + 6 Runden  | 14    |                  |
| 09   | Prinz Bira                                  | Maserati     | 68     |        | + 12 Runden | 15    |                  |
| –    | Sergio Mantovani                            | Maserati     | 58     |        | DNF         | 10    |                  |
| –    | Ottorino Volonterio                         | Maserati     | 57     |        | DNF         | 21    |                  |
| –    | Emmanuel de Graffenried Ottorino Volonterio | Ferrari      | 57     |        | DNF         | 21    |                  |
| –    | Harry Schell                                | Maserati     | 52     |        | DNF         | 04    |                  |
| –    | Hans Herrmann                               | Mercedes     | 50     |        | DNF         | 09    |                  |
| –    | Maurice Trintignant                         | Ferrari      | 47     |        | DNF         | 08    |                  |
| –    | Jacques Pollet                              | Gordini      | 37     |        | DNF         | 16    |                  |
| –    | Stirling Moss                               | Maserati     | 19     |        | DNF         | 06    |                  |
| –    | Jean Behra                                  | Gordini      | 16     |        | DNF         | 18    |                  |
| –    | Jacques Swaters                             | Ferrari      | 15     |        | DNF         | 19    |                  |
| –    | Alberto Ascari                              | Lancia       | 9      |        | DNF         | 01    | 2:20,4 (03.)     |
| –    | Robert Manzon                               | Ferrari      | 1      |        | DNF         | 17    |                  |
| –    | Luigi Villoresi                             | Lancia       | 1      |        | DNF         | 05    |                  |
| DNS  | Peter Collins                               | Vanwall      | –      | –      | –           | –     | –                |

## WM-Stand nach dem Rennen
Die ersten fünf bekamen 8, 6, 4, 3 bzw. 2 Punkte; einen Punkt gab es für die schnellste Runde. Beim Großen Preis von Großbritannien teilten sich sieben Fahrer die schnellste Runde, sodass jeder 1/7 eines Punktes, also 0,14 Punkte erhielt. Es zählten nur die vier besten Ergebnisse aus acht Rennen.

### Fahrerwertung
| Pos. | Fahrer                  | Konstrukteur        | Punkte        |
| ---- | ----------------------- | ------------------- | ------------- |
| 01   | Juan Manuel Fangio      | Maserati / Mercedes | 42 (57,14)    |
| 02   | José Froilán González   | Ferrari             | 25,14 (26,64) |
| 03   | Mike Hawthorn           | Ferrari             | 24,64         |
| 04   | Maurice Trintignant     | Ferrari             | 17            |
| 05   | Karl Kling              | Mercedes            | 12            |
| 06   | Hans Herrmann           | Mercedes            | 8             |
| 07   | Bill Vukovich           | Kurtis Kraft        | 8             |
| 08   | Luigi Musso             | Maserati            | 6             |
| 09   | Giuseppe Farina         | Ferrari             | 6             |
| 10   | Jimmy Bryan             | Kuzma               | 6             |
| 11   | Roberto Mieres          | Maserati            | 6             |
| 12   | Jack McGrath            | Kurtis Kraft        | 5             |
| 13   | Stirling Moss           | Maserati            | 4,14          |
| 14   | Onofre Marimón †        | Maserati            | 4,14          |
| 15   | Robert Manzon           | Ferrari             | 4             |
| 16   | Sergio Mantovani        | Maserati            | 4             |
| 17   | Prinz Bira              | Maserati            | 3             |
| 18   | Élie Bayol              | Gordini             | 2             |
| 19   | André Pilette           | Gordini             | 2             |
| 20   | Mike Nazaruk            | Kurtis Kraft        | 2             |
| 21   | Luigi Villoresi         | Maserati            | 2             |
| 22   | Umberto Maglioli        | Ferrari             | 2             |
| 23   | Troy Ruttman            | Kurtis Kraft        | 1,5           |
| 24   | Duane Carter            | Kurtis Kraft        | 1,5           |
| 25   | Alberto Ascari          | Maserati / Ferrari  | 1,14          |
| 26   | Jean Behra              | Gordini             | 0,14          |
| 27   | Emmanuel de Graffenried | Maserati            | 0             |
| 28   | Piero Taruffi           | Ferrari             | 0             |
| 29   | Chico Godia             | Maserati            | 0             |

| Pos. | Fahrer                | Konstrukteur       | Punkte |
| ---- | --------------------- | ------------------ | ------ |
| 30   | Ken Wharton           | Maserati           | 0      |
| 31   | Fred Wacker           | Gordini            | 0      |
| 32   | Bob Gerard            | Cooper             | 0      |
| 33   | Don Beauman           | Connaught          | 0      |
| 34   | Harry Schell          | Maserati           | 0      |
| 35   | Louis Rosier          | Ferrari / Maserati | 0      |
| 36   | Peter Collins         | Vanwall            | 0      |
| 37   | Jacques Swaters       | Ferrari            | 0      |
| 37   | Leslie Marr           | Connaught          | 0      |
| 39   | Leslie Thorne         | Connaught          | 0      |
| 40   | Horace Gould          | Cooper             | 0      |
| 41   | Roger Loyer           | Gordini            | 0      |
| –    | Jorge Daponte         | Maserati           | 0      |
| –    | Paul Frère            | Gordini            | 0      |
| –    | Roy Salvadori         | Maserati           | 0      |
| –    | Lance Macklin         | HWM                | 0      |
| –    | Georges Berger        | Gordini            | 0      |
| –    | Jacques Pollet        | Gordini            | 0      |
| –    | Bill Whitehouse       | Connaught          | 0      |
| –    | Ron Flockhart         | Maserati           | 0      |
| –    | John Riseley-Prichard | Connaught          | 0      |
| –    | Reg Parnell           | Ferrari            | 0      |
| –    | Clemar Bucci          | Gordini            | 0      |
| –    | Peter Whitehead       | Cooper             | 0      |
| –    | Eric Brandon          | Cooper             | 0      |
| –    | Hermann Lang          | Mercedes           | 0      |
| –    | Theo Helfrich         | Klenk Meteor       | 0      |
| –    | Ottorino Volonterio   | Maserati           | 0      |